# Biton vachoni
Biton vachoni är en spindeldjursart som beskrevs av Lawrence 1966. Biton vachoni ingår i släktet Biton och familjen Daesiidae. Inga underarter finns listade.